# Jougne
 (décembre 2024).
Cet article possède un paronyme, voir Jouhe.
Jougne est une commune française située dans le département du Doubs, la région culturelle et historique de Franche-Comté et la région administrative Bourgogne-Franche-Comté. 
Les habitants se nomment les Jougnards et Jougnardes.

### Communes limitrophes

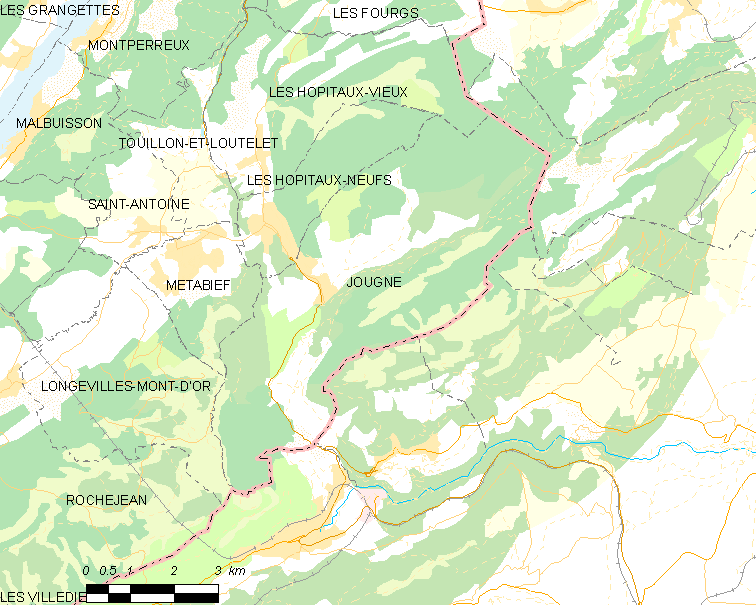
Carte de la commune de Jougne et des proches communes.

## Géographie

### Toponymie
Joigne en 1266, 1288 ; Joogne en 1260.
Jougne est située à une altitude moyenne de 1 000 mètres, à la limite du canton de Vaud, en Suisse, au débouché de la cluse de Jougne, l'un des cols permettant le franchissement du Jura entre la France et la Suisse.
Elle est traversée de part en part par la rivière de la Jougnena, au bord de laquelle de nombreuses activités industrielles se sont installées au cours des siècles, presque toutes disparues à partir du milieu du XXe siècle.
La commune est constituée du village proprement dit, encore appelé Jougne-le-Haut, et de sept hameaux : Entre-les-Fourgs, la Ferrière, le Moulin, les Échampés, les Maillots, les Piquets, les Tavins.

### Climat
Pour des articles plus généraux, voir Climat de la Bourgogne-Franche-Comté et Climat du Doubs.
En 2010, le climat de la commune est de type climat de montagne, selon une étude du Centre national de la recherche scientifique s'appuyant sur une série de données couvrant la période 1971-2000. En 2020, Météo-France publie une typologie des climats de la France métropolitaine dans laquelle la commune est exposée à un climat de montagne ou de marges de montagne et est dans la région climatique  Jura, caractérisée par une forte pluviométrie en toutes saisons (1 000 à 1 500 mm/an), des hivers rigoureux et un ensoleillement médiocre. 
Pour la période 1971-2000, la température annuelle moyenne est de 6,9 °C, avec une amplitude thermique annuelle de 16,5 °C. Le cumul annuel moyen de précipitations est de 1 729 mm, avec 12,4 jours de précipitations en janvier et 11,8 jours en juillet. Pour la période 1991-2020, la température moyenne annuelle observée sur la station météorologique de Météo-France la plus proche, « La Boissaude Rochejean », sur la commune de Rochejean à 7 km à vol d'oiseau, est de 6,7 °C et le cumul annuel moyen de précipitations est de 1 401,4 mm. 
La température maximale relevée sur cette station est de 32,1 °C, atteinte le 27 juin 2019 ; la température minimale est de −22,3 °C, atteinte le 20 décembre 2009,,. 
Les paramètres climatiques de la commune ont été estimés pour le milieu du siècle (2041-2070) selon différents scénarios d'émission de gaz à effet de serre à partir des nouvelles projections climatiques de référence DRIAS-2020. Ils sont consultables sur un site dédié publié par Météo-France en novembre 2022.

## Urbanisme

### Typologie
Au 1er janvier 2024, Jougne est catégorisée commune rurale à habitat dispersé, selon la nouvelle grille communale de densité à 7 niveaux définie par l'Insee en 2022.
Elle est située hors unité urbaine et hors attraction des villes,.

### Occupation des sols
L'occupation des sols de la commune, telle qu'elle ressort de la base de données européenne d’occupation biophysique des sols Corine Land Cover (CLC), est marquée par l'importance des forêts et milieux semi-naturels (78,7 % en 2018), une proportion sensiblement équivalente à celle de 1990 (78,8 %). La répartition détaillée en 2018 est la suivante : 
forêts (69,9 %), zones agricoles hétérogènes (17,2 %), milieux à végétation arbustive et/ou herbacée (8,9 %), prairies (2,2 %), zones urbanisées (1,9 %). L'évolution de l’occupation des sols de la commune et de ses infrastructures peut être observée sur les différentes représentations cartographiques du territoire : la carte de Cassini (XVIIIe siècle), la carte d'état-major (1820-1866) et les cartes ou photos aériennes de l'IGN pour la période actuelle (1950 à aujourd'hui).

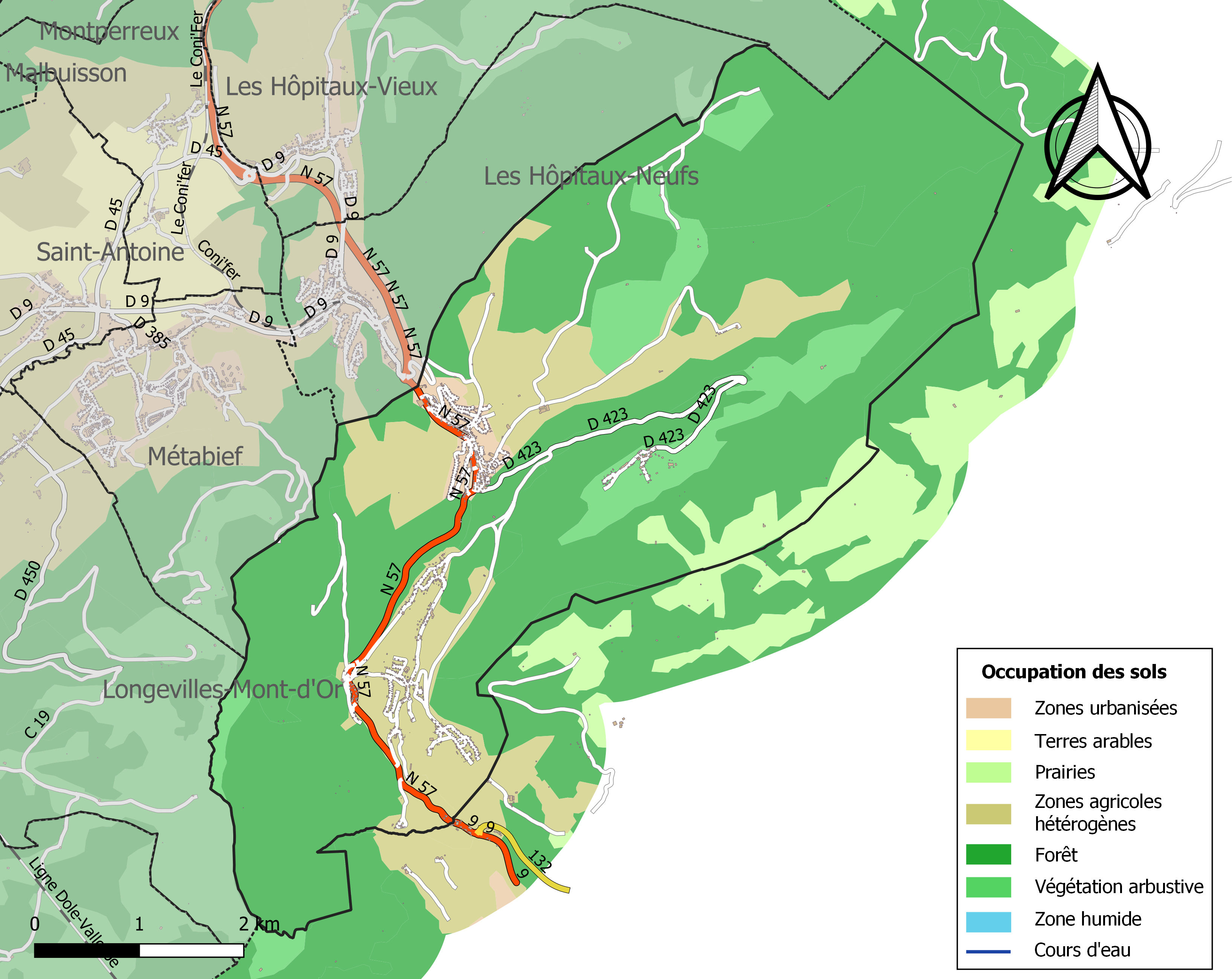
Carte des infrastructures et de l'occupation des sols de la commune en 2018 (CLC).

## Histoire
Le col de Jougne est fréquenté au moins depuis l'époque gallo-romaine, et probablement antérieurement.
Dès l'époque romaine, une importante voie de communication naturelle à travers le Jura, via la cluse de Joux, est attestée sur la table de Peutinger et l'itinéraire d'Antonin : il s'agit de la voie romaine reliant Lausanne et Orbe à Pontarlier (Ariolica) et Besançon (Vesontio). De très beaux vestiges en subsistent dans le village suisse voisin de Ballaigues, qui conduisent directement au hameau des Échampés dans la vallée de la Jougnena.

### Le diplôme de Charlemagne
La première mention de Jougne était indirectement faite par Charlemagne ; dans un diplôme de concession de l'abbaye de Saint-Oyan. Il y fixait la limite des terres qu'il lui accordait : « le chemin qui passe par la Ferrière » (La Ferrière-sous-Jougne est un hameau situé à 3 km du bourg de Jougne). Cette simple phrase prouve que ce lieu était déjà connu et habité.
L'ancienneté du village de Jougne est prouvée par une charte de 1084, extraite du cartulaire de l'abbatiale de Romainmôtier, dans laquelle il était précisé qu'Amaury, fils de Landry de Joux, coupable de violences sur les habitants et leurs biens, que ce couvent avait à Bannans, était convoqué à un plaid qui se tenait à Jougne (apud Joniam), sur l'ordre du comte Renaud II de Bourgogne. En 1189 était rédigé un dénombrement des biens de l'abbaye de Montbenoit où une dame nommée Vattilia était citée comme ayant donné la moitié d'un moulin près de Jougne (apud Joniam), dix ans plus tard il était encore question de Jougne, cette fois nommé locus de Joni, dans l'hommage que Gaucher IV de Salins rendait à l'abbé d'Agaune.
C'est en empruntant cette voie que les moines de l'abbaye Saint-Maurice d'Agaune, en Valais, venaient fonder un prieuré et sa chapelle Saint-Maurice à La Ferrière, dès le XIIe siècle, sur le chemin qu'ils empruntaient régulièrement en direction de Dijon. D'ailleurs, en 1199, il y avait une chapelle à Jougne car un des témoins de l'hommage de Gaucher IV, Rodolphus, prenait le titre de « Capellanus de Joni ».

### La maison de Chalon-Arlay
Jean de Chalon, sire de Salins, achetait aux seigneurs locaux en 1266 le bourg de Jougne, son château et son péage, lequel ne sera supprimé qu'en 1780. La seigneurie se composait de Jougne, des Hôpitaux-Vieux, de Métabief et des Longevilles. En 1282, Jean Ier de Chalon-Arlay voulait fonder un hôpital dans la localité « en l'enour dou baron monseigneur saint Bernard de Montjeu », pour ce faire le comte Othon IV de Bourgogne lui donnait des terres et c'est ainsi qu'était créé le village des Hôpitaux-Vieux.
Le bourg de Jougne était sous la protection de trois forts, le plus important était appelé « le Château » et était l'habitation du prince de Chalon-Arlay lorsqu'il venait dans la province, c'était également là qu'était rendue la justice au nom des sires de Chalon. Le château, construit par les comtes de Chalon, et aujourd'hui complètement disparu, se situait au nord-est de l'enceinte fortifiée qui défendait le village. Deux portes donnaient accès, l'une au nord en direction de Pontarlier, l'autre au sud en direction de Vallorbe et de la Suisse.
Les XIVe et XVe siècles voyaient les Chalon-Arlay recevoir des empereurs germaniques le droit de battre monnaie à Jougne même. Dans le même temps, ses habitants étaient affranchis en 1314.
En 1422 Louis II de Chalon-Arlay, vicaire d'empire en Bourgogne, établissait une cour impériale à Jougne. C'est ainsi que Jean Ubarin, « maître-ès-arts et médecine », était retenu prisonnier au château de Jougne.
Dès le XVe siècle, la vallée de la Jougnena est le siège d'activités métallurgiques, qui utilisent la force motrice de la rivière, le bois abondant dans les forêts des alentours et le minerai de fer tout proche, extrait sur le territoire de Jougne même d'ailleurs. Ces activités se développent rapidement, pour culminer à la fin du XIXe, et décliner ensuite avant de disparaître complètement à la fin du XXe.

### Les grandes guerres
Au cours du XVe siècle, Jougne devait tomber entre les mains des confédérés suisses en guerre contre les États bourguignons. Jougne restait la seule place forte qui séparait encore les Suisses de Pontarlier, en 1474 Hugues de Chalon, fils de Louis II de Chalon-Arlay, avait fait part aux habitants de son impuissance à les défendre. Les Confédérés donnèrent l'assaut et emportèrent le bourg et le château. Ils laissaient une garnison de six cents hommes sous le commandement du chevalier Georges de Stein. En 1476, Charles le Téméraire décidait d'en finir avec les Suisses, les Bernois avaient évacué Jougne et Orbe après y avoir mis le feu. Le duc de Bourgogne venait de Besançon et le 6 février il se rendait à Vuillafans, le 7 il était à La Rivière et le 8 à Jougne. Le 2 mars débutait la bataille de Grandson qui devait voir la défaite du duc.
La guerre de Dix Ans, épisode comtois de la guerre de Trente Ans, voit en 1639 le pillage et l'incendie du bourg, ainsi que la destruction du château, par les Suédois, nom donné à l'époque aux mercenaires mi-allemands mi-suédois de Bernard de Saxe-Weimar. Il n'en reste actuellement trace que dans le parcellaire de la commune, et dans le nom de quelques rues : rue du Château, rue du Châtelet notamment.

### Depuis leXVIIesiècle
|  |  |  |

La carte de Cassini ci-dessus, datant du milieu du XVIIIè siècle, Jougne était un bourg fortifié situé sur la route empierrée reliant Pontarlier à la Suisse.

La route actuelle N 57 passant par les Thavins jusqu'au poste frontière du Creux ne sera construite qu'en 1857. Depuis Jougne, il fallait descendre la route d'Entre-les-Fourgs, tourner à droite et prendre la route des Échampés  pour atteindre le poste frontière symbolisé par une borne.
La Chapelle Saint-Maurice (noté St-Maurice Ancienne paroisse) indique que cette chapelle était auparavant l'église du village.
Les hameaux de La Ferrières, Les Maillots, Les Thavins (écrit Les Thevins) et Les Échampés sont mentionnés ainsi que, sur les hauteurs, celui d'Entre-les-Fourgs.
Trois moulins à eau dont les vestiges sont encore visibles actuellement sont symbolisés par une roue dentée sur la Jougnena (écrit La Jougna Ruiseau)) au niveau de La Ferrière et des Maillots. La force motrice pouvait servir à battre le fer ou à moudre le grain, ou scier le bois.
Les petits triangles symbolisent des chalets, granges ou cabanes d'alpage dont certaines existent encore de nos jours, comme la Piagrette (écrit La Piegrette), la Caffode, etc.
L'église paroissiale Saint-Maurice est construite en 1663 dans le village, à son emplacement actuel, la chapelle Saint-Maurice étant devenue trop exigüe.
Au XVIIIe siècle, le village se développe en dehors de son mur d'enceinte, le long de la route de Pontarlier, dans le quartier justement appelé le Faubourg.
En 1847, l'ancienne route qui traversait le village pour mener en Suisse par la vallée de la Jougnena, est abandonnée au profit d'un nouveau tracé par le hameau des Tavins. Ce nouveau tracé nécessite la destruction de la partie ouest des fortifications, sur l'emplacement desquelles passe une partie de la nouvelle route. À cette occasion, un nouvel entrepôt des douanes, aujourd'hui salle des fêtes, est construit en 1849 le long de la nouvelle route.
Entre 1854 et 1858, l'église paroissiale est agrandie par l'est, en empiétant sur les remparts, remaniés à cette occasion.
Le 11 juillet 1870, un gigantesque incendie, né dans une ferme de La Ferrière, et attisé par un vent violent, détruit le village de Jougne. C'est d'ailleurs ce qui explique que la totalité des bâtiments du village, à une exception près, soient postérieurs à cette date. C'est ainsi de la décennie qui suit que datent la mairie-école et le presbytère, pour ne citer que ces deux principaux bâtiments.
Pendant la guerre franco-allemande de 1870, une partie de l'armée de Bourbaki, en retraite vers la Suisse, traverse le village pour gagner la frontière à Vallorbe afin d'être internée selon la Convention des Verrières.
Les travaux de la ligne de chemin de fer Pontarlier-Vallorbe n'ont lieu sur la commune de Jougne qu'à partir de 1872 seulement, alors que la partie suisse est achevée depuis 1867. Elle est inaugurée le 1er juillet 1875, mais ne comporte aucune gare ou station sur le territoire de la commune. Seul le tunnel dit de Jougne, long de 1 663 m et celui de la route nationale, long de 60 m, marquent le paysage jougnard.
En 1899, la douane quitte ses bâtiments du village pour s'installer en limite du territoire suisse, dans des bâtiments construits à La Ferrière, à hauteur de la borne frontalière no 62.
À partir de la fin du XIXe siècle et du début du XXe, le tourisme se développe avec les transports par chemin de fer, et de nouvelles constructions sans rapport avec la vie rurale apparaissent, maisons d'été, hôtels et pensions de famille, puis colonies de vacances.
À cause de la déviation de la ligne Dole-Vallorbe par le tunnel du Mont-d'Or en 1915, le trafic est interrompu sur la ligne passant par Jougne le 18 avril 1939, puis, dans la nuit du 17 au 18 juin 1940, le tunnel de Jougne est partiellement détruit par l'armée française, empêchant définitivement tout trafic avec la Suisse.
Le 26 avril 1945, à la frontière de La Ferrière, le maréchal Pétain est arrêté, à l'occasion de la remise de ce dernier aux autorités françaises par les autorités suisses.
Les sports d'hiver, nés dans la région à la fin des années 1930, se développent rapidement à partir de la création des premières remontées mécaniques : premier remonte-pente au village de Jougne, au lieu-dit Champ-aux-Dames, au début de 1953, premier téléski à Entre-les-Fourgs en fin de 1954, suivis en 1969 de l'installation de remontées aux Tavins permettant l'accès aux champs de neige de Piquemiette.
Jougne est ainsi, au début du XXIe siècle, une commune vivant à la fois de l'agriculture traditionnelle du Haut-Doubs et des tourismes d'hiver et d'été, mais aussi de l'arrivée de nombreux habitants travaillant en Suisse toute proche, les frontaliers. Cette mutation s'accompagne de la progressive disparition du petit commerce traditionnel, hôtels et pensions de famille compris, mais aussi de l'installation d'une grande surface alimentaire.

## Héraldique
« Partie de gueules à l'épée d'or mise en pal au premier et d'argent à la clef de gueules au second. »
Malheureusement, la représentation de ces armoiries dépend de l'artiste qui les dessine ou sculpte : sur les plaques de rues, sur la porte de Pontarlier, sur les fontaines, règne la plus grande diversité.

## Politique et administration
| Période                                  | Période  | Identité         | Étiquette          | Qualité                                                                                             |
| ---------------------------------------- | -------- | ---------------- | ------------------ | --------------------------------------------------------------------------------------------------- |
| ?                                        | ?        | Léonard Bulle    | ?                  | ?                                                                                                   |
| 1947                                     | 1953     | Paul Charlin     | Radical-socialiste | Médecin, conseiller général (1931-1943), résistant                                                  |
| 1988                                     | 2014     | Michel Morel     | UMP                | Conseiller général (1998-2004) Président de la communauté de communes du Mont d'Or et des deux Lacs |
| 2014                                     | mai 2020 | Denis Poix Daude | DvD                | Professeur de pâtisserie                                                                            |
| mai 2020                                 | En cours | Michel Morel     |                    | |
| Les données manquantes sont à compléter. |          |                  |                    | |

## Jumelages
- Buttigliera Alta (Italie)

## Démographie
L'évolution du nombre d'habitants est connue à travers les recensements de la population effectués dans la commune depuis 1793. Pour les communes de moins de 10 000 habitants, une enquête de recensement portant sur toute la population est réalisée tous les cinq ans, les populations de référence des années intermédiaires étant quant à elles estimées par interpolation ou extrapolation. Pour la commune, le premier recensement exhaustif entrant dans le cadre du nouveau dispositif a été réalisé en 2005.

En 2022, la commune comptait 1 915 habitants, en évolution de +4,13 % par rapport à 2016 (Doubs : +1,88 %, France hors Mayotte : +2,11 %).
| 1793 | 1800 | 1806  | 1821 | 1831  | 1836  | 1841  | 1846  | 1851  |
| ---- | ---- | ----- | ---- | ----- | ----- | ----- | ----- | ----- |
| 907  | 909  | 1 047 | 970  | 1 114 | 1 143 | 1 189 | 1 211 | 1 331 |

| 1856  | 1861  | 1866  | 1872  | 1876  | 1881  | 1886  | 1891  | 1896  |
| ----- | ----- | ----- | ----- | ----- | ----- | ----- | ----- | ----- |
| 1 319 | 1 337 | 1 540 | 2 020 | 1 817 | 1 916 | 2 010 | 1 844 | 1 215 |

| 1901  | 1906  | 1911  | 1921  | 1926 | 1931 | 1936 | 1946 | 1954 |
| ----- | ----- | ----- | ----- | ---- | ---- | ---- | ---- | ---- |
| 1 169 | 1 086 | 1 185 | 1 011 | 955  | 874  | 843  | 761  | 762  |

| 1962 | 1968 | 1975 | 1982 | 1990  | 1999  | 2005  | 2006  | 2010  |
| ---- | ---- | ---- | ---- | ----- | ----- | ----- | ----- | ----- |
| 744  | 815  | 858  | 866  | 1 162 | 1 198 | 1 328 | 1 338 | 1 443 |

| 2015  | 2020  | 2022  | - | - | - | - | - | - |
| ----- | ----- | ----- | - | - | - | - | - | - |
| 1 792 | 1 850 | 1 915 | - | - | - | - | - | - |

## Économie

### Agriculture
C’est un lieu favorable pour l’agriculture, l’élevage, le pâturage, la fertilité du sol et l’ensoleillement.

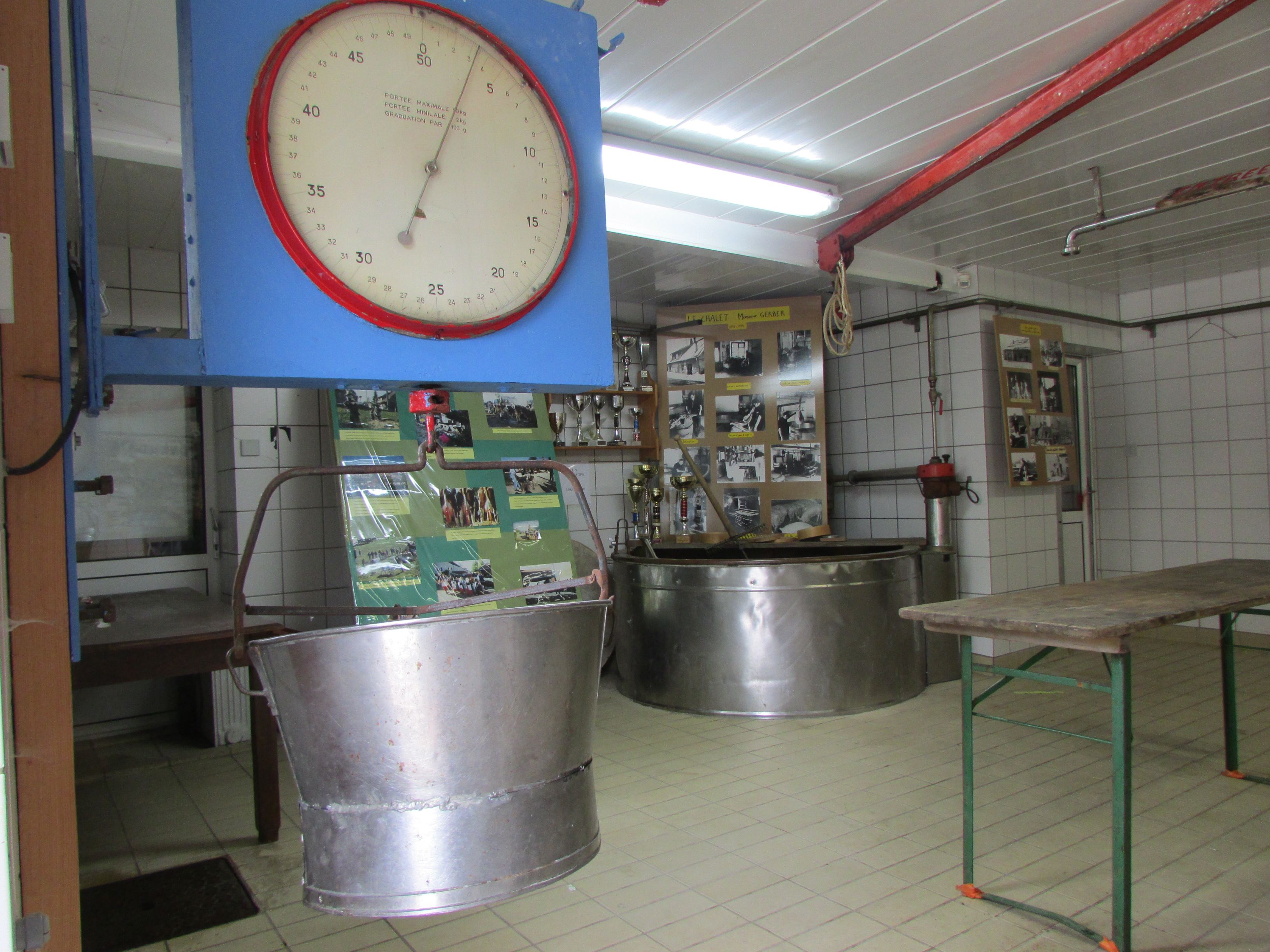
L'ancienne fruitière d'Entre-les-Fourgs démolie en 2024.

Depuis les années 1920 jusqu'en 1998, une fruitière (fromagerie) existait à Entre-les-Fourgs. Actuellement, le local a été transformé en mini-musée.

### Sports d'hiver
On y trouve un téléski qui était géré par l'association des Brûle-loups. Il existe depuis un demi-siècle. Après l'hiver 2010-2011, les remontées mécaniques d'Entre-les-Fourgs étaient en vente pour la somme symbolique d'un euro. En effet, la loi impose une remise aux normes importante tous les 30 ans, et l'installation n'avait pas obtenu l'autorisation de tourner en l'état pour la saison 2011-2012. Des acquéreurs se sont finalement manifestés, et après un travail de leur part, les remontées mécaniques ont été mises en conformité et ont passé la visite des 30 ans. On trouve deux téléskis, dont un baby, desservent quatre pistes avec trois niveaux de difficultés : deux pistes vertes, une bleue et une rouge.

## Lieux et monuments
Jougne bénéficie du label de Cité de Caractère de Bourgogne-Franche-Comté.

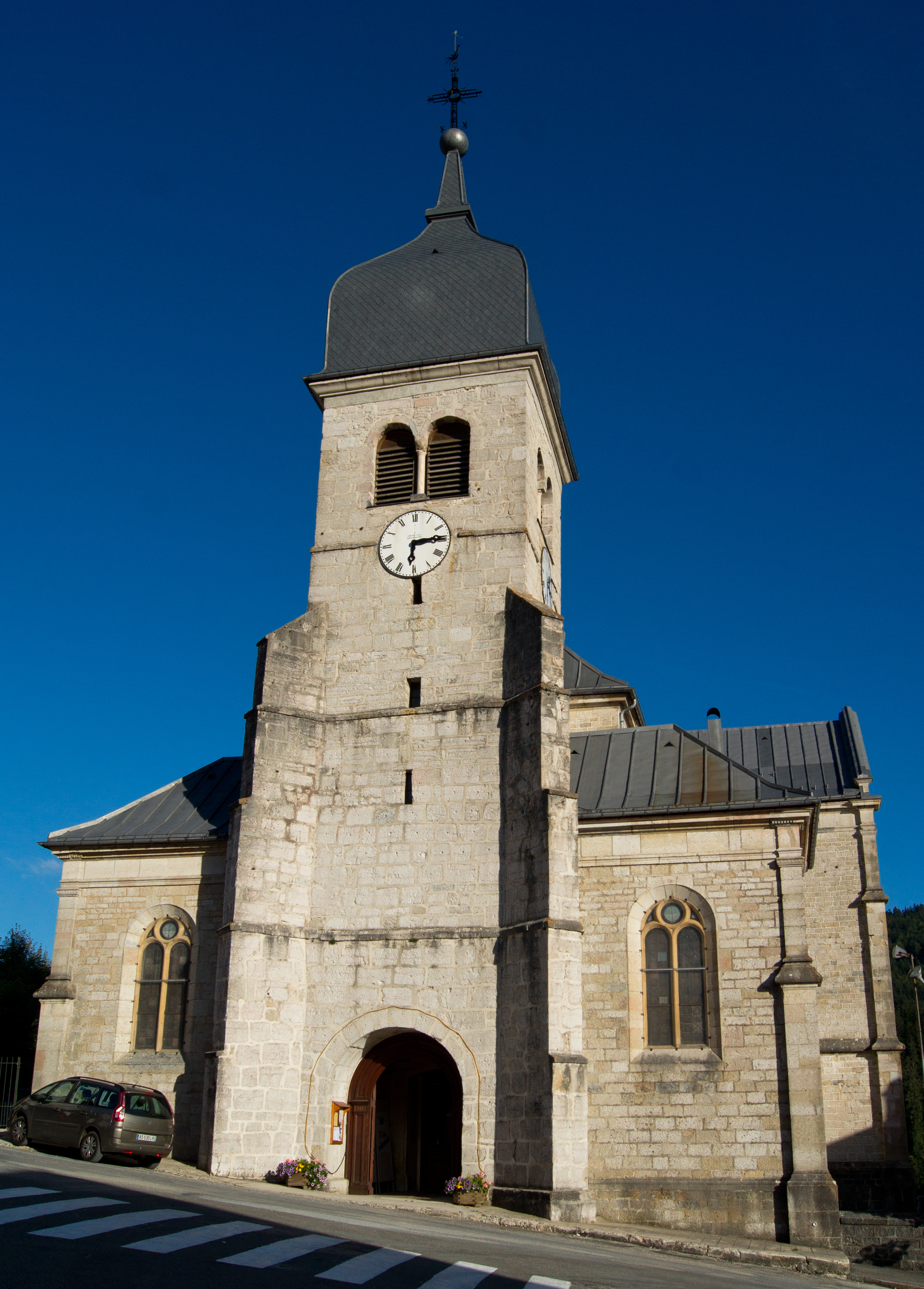
Église Saint-Jean-Baptiste.

Construite en 1663 compte tenu de l’exiguïté de la chapelle Saint-Maurice de la Ferrière, elle est agrandie à partir de 1852 par l'architecte Maximin Pinchaux, restaurée en 1870 par l'architecte Louis Lavie à la suite des dommages subis lors de l'incendie du 11 juillet, enfin dotée du toit à l'impériale actuel en 1981 sur les plans de l'architecte Raymond Chavanne.
- La mairie-école, reconstruite en 1884 par l'architecte Louis Lavie.
- Le musée, situé au premier étage de la mairie.
- L'ancien bâtiment des douanes, reconstruit après l'incendie du village de 1870, utilisé jusqu'en 1899, année du déménagement des douanes au poste-frontière de la Ferrière. Il abrite aujourd'hui la poste.
- L'ancien entrepôt des douanes, construit en 1849, utilisé jusqu'en 1899. Il abrite aujourd'hui la salle des fêtes.
- La porte de France, également appelée porte Nord, située rue de l'Église.
- Les vestiges des remparts, principalement situés au bord de la RD 423.
- Oratoire, situé rue du Franoulet.
- Croix de Baland, située rue du Baland, croix de chemin sculptée sur une grosse pierre.

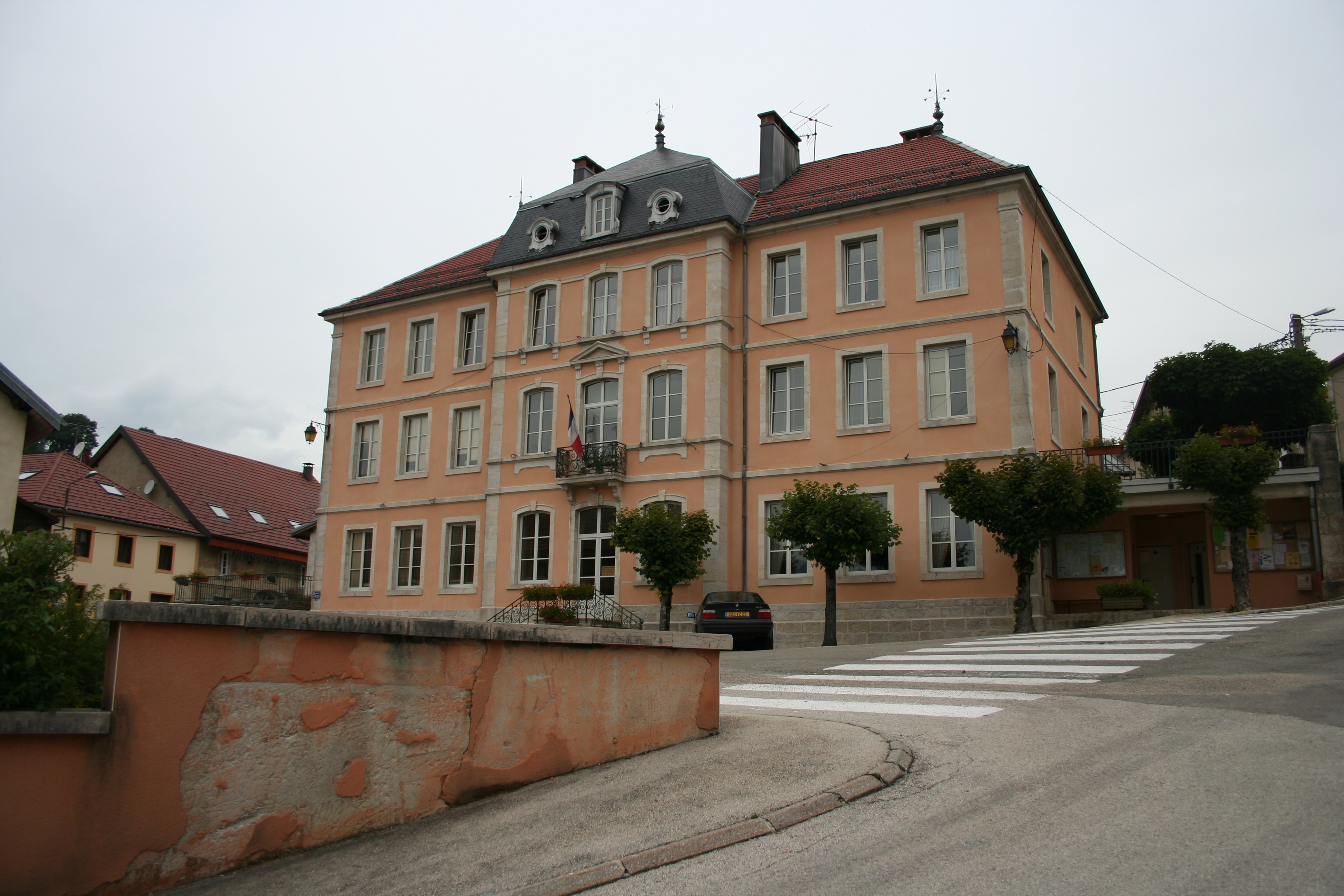
Mairie.
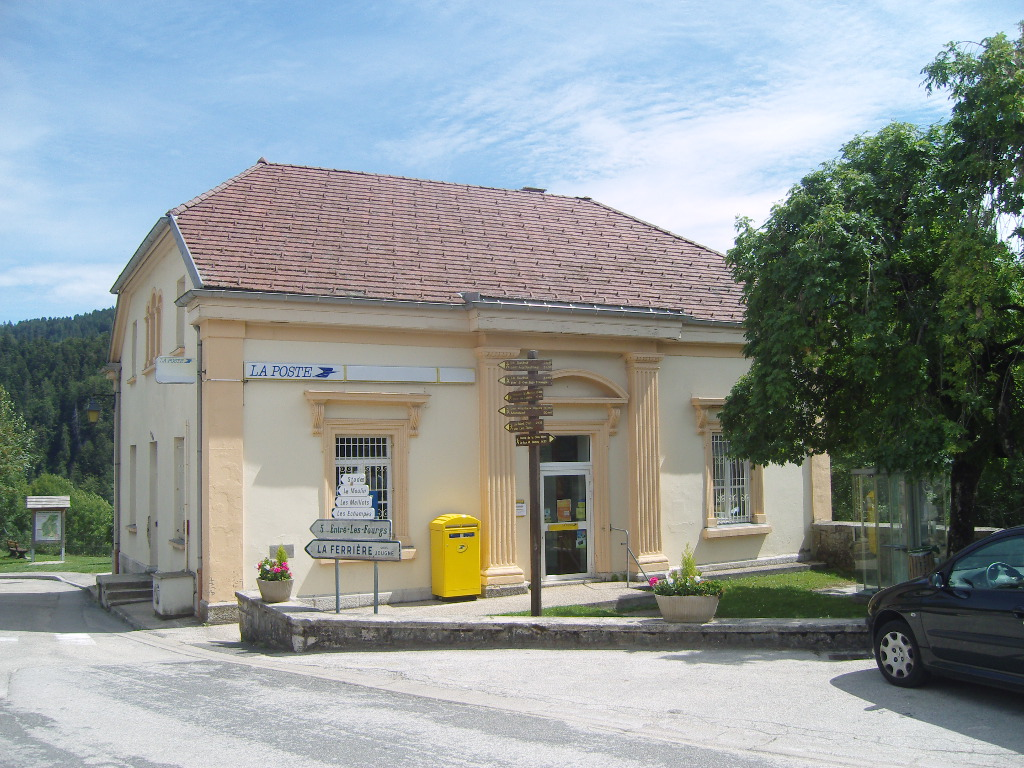
Ancien bâtiment des douanes.
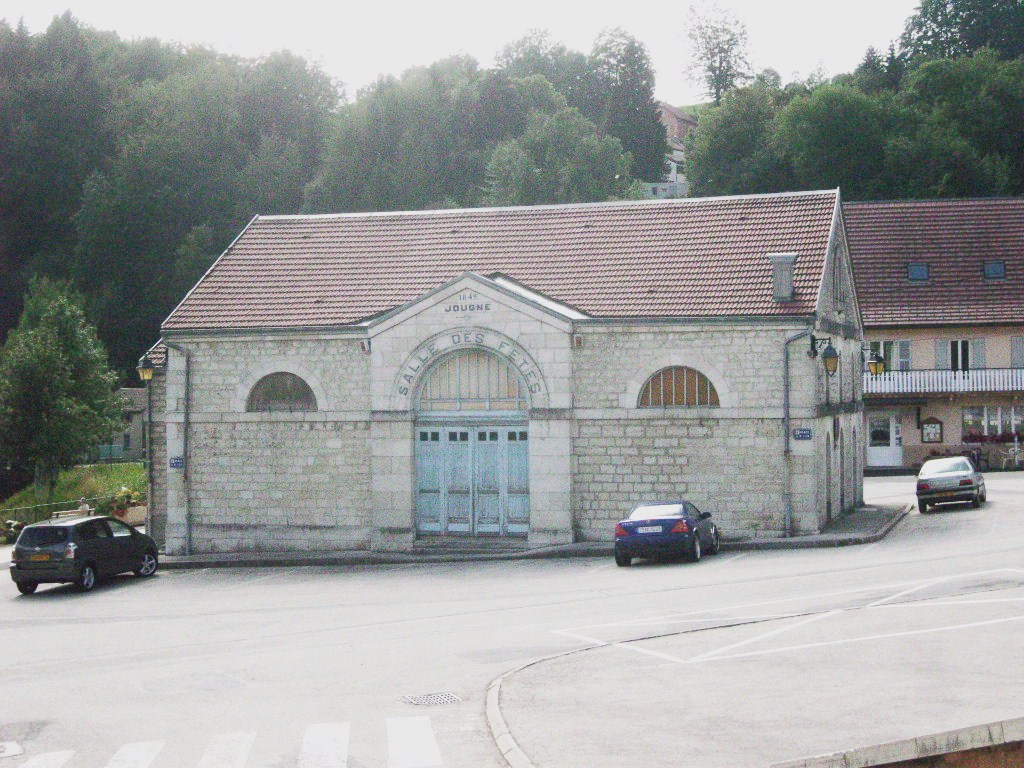
Ancien entrepôt des douanes.
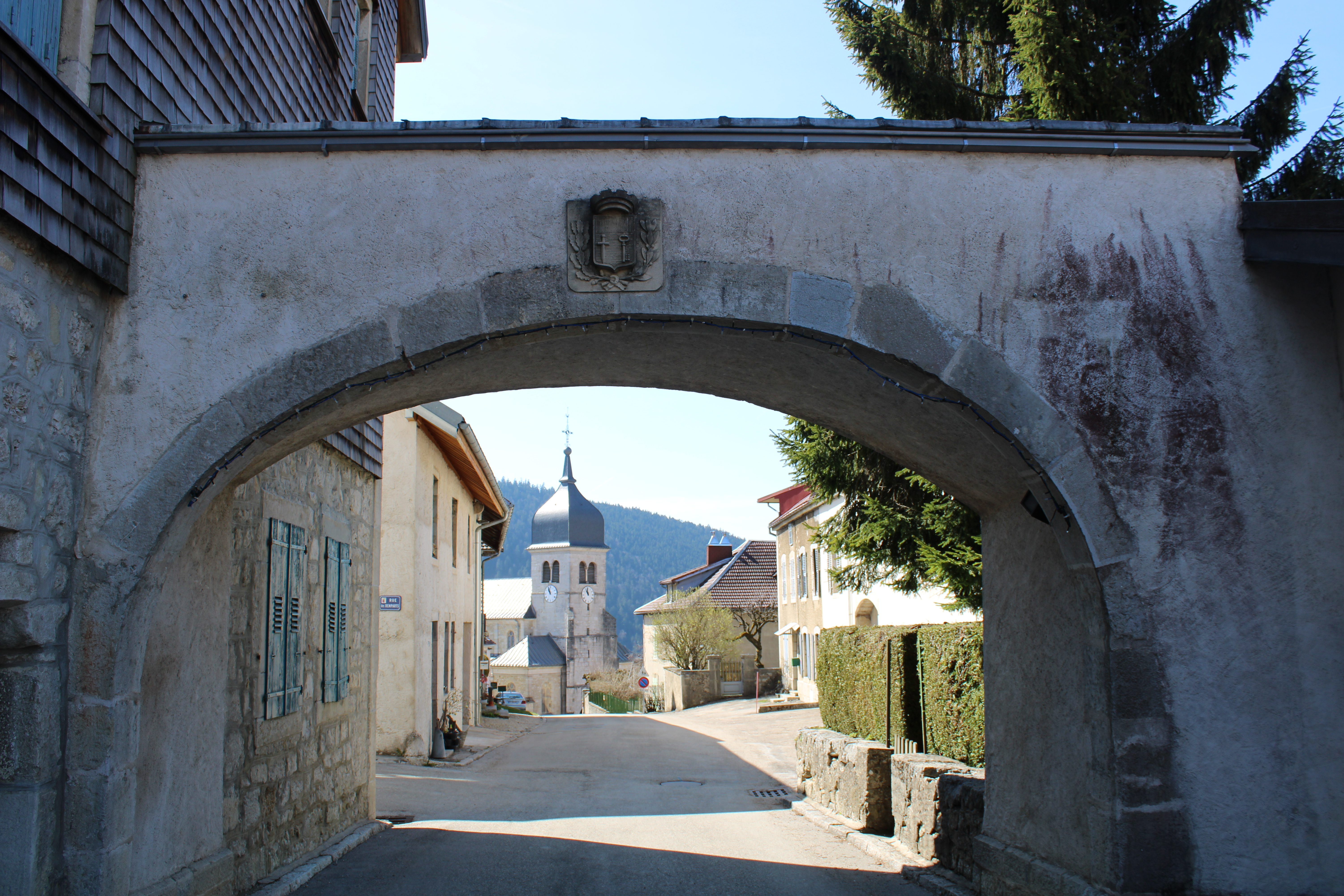
Porte de France.
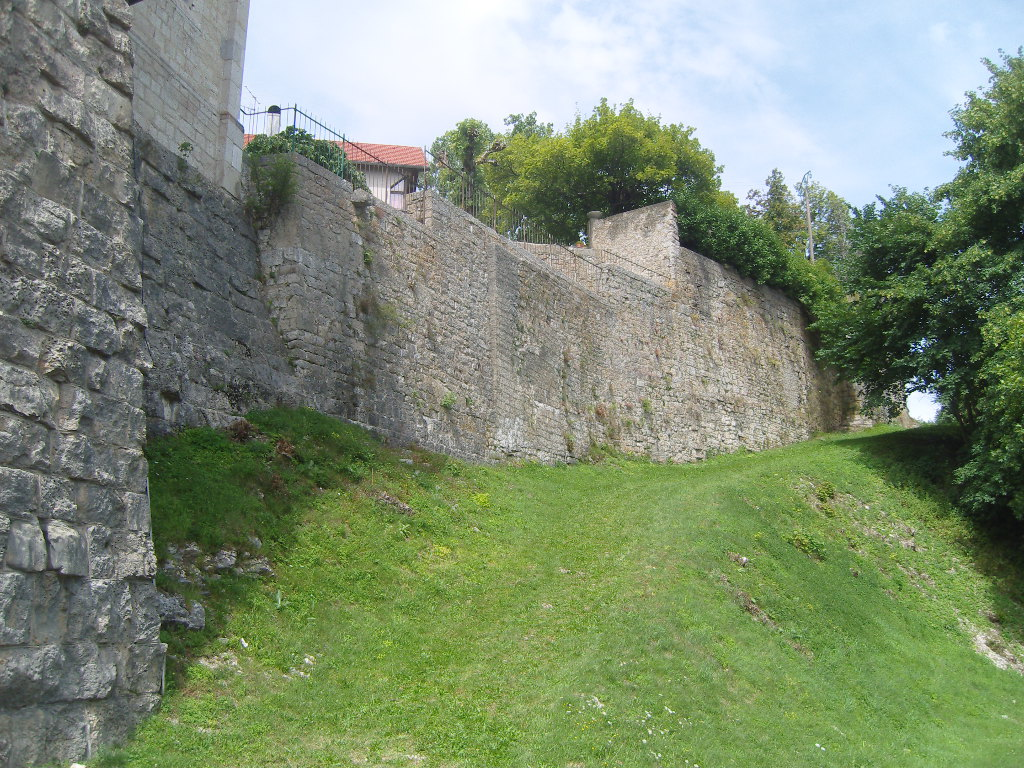
Vestiges des remparts.

- La maison natale de Dionys Ordinaire, située au 7 rue de l'Église.
- La maison où a vécu Maurice Ordinaire, située au 4 rue des Remparts.
- La maison où a vécu Edmond Jantet, située au 3 rue de l'Église.
- La maison natale d'Émile Roux, située au 4 rue de l'Église.
- La résidence secondaire de Félix et Élisabeth Leseur, située au 10 rue du Château.

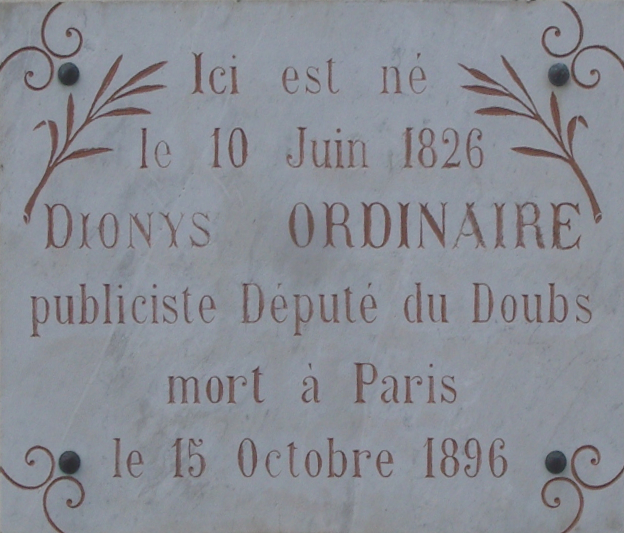
Plaque sur la maison natale de Dionys Ordinaire.
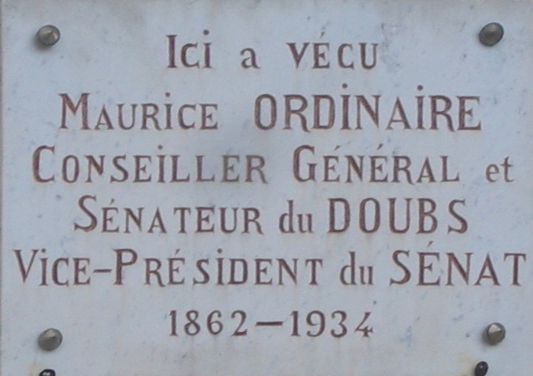
Plaque sur la maison où a vécu Maurice Ordinaire.
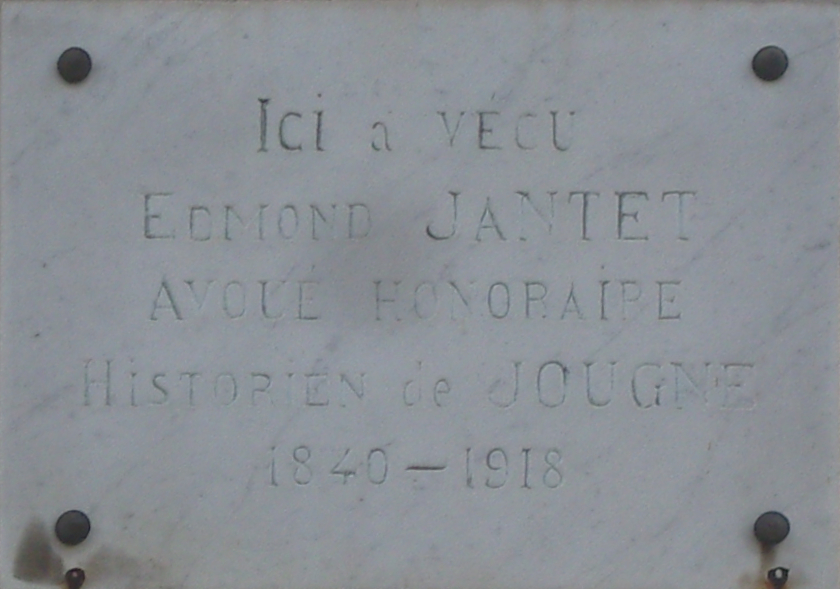
Plaque sur la maison où a vécu Edmond Jantet.
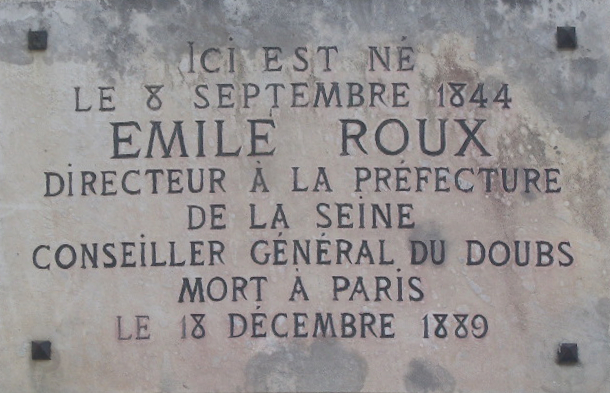
Plaque sur la maison natale d'Émile Roux.
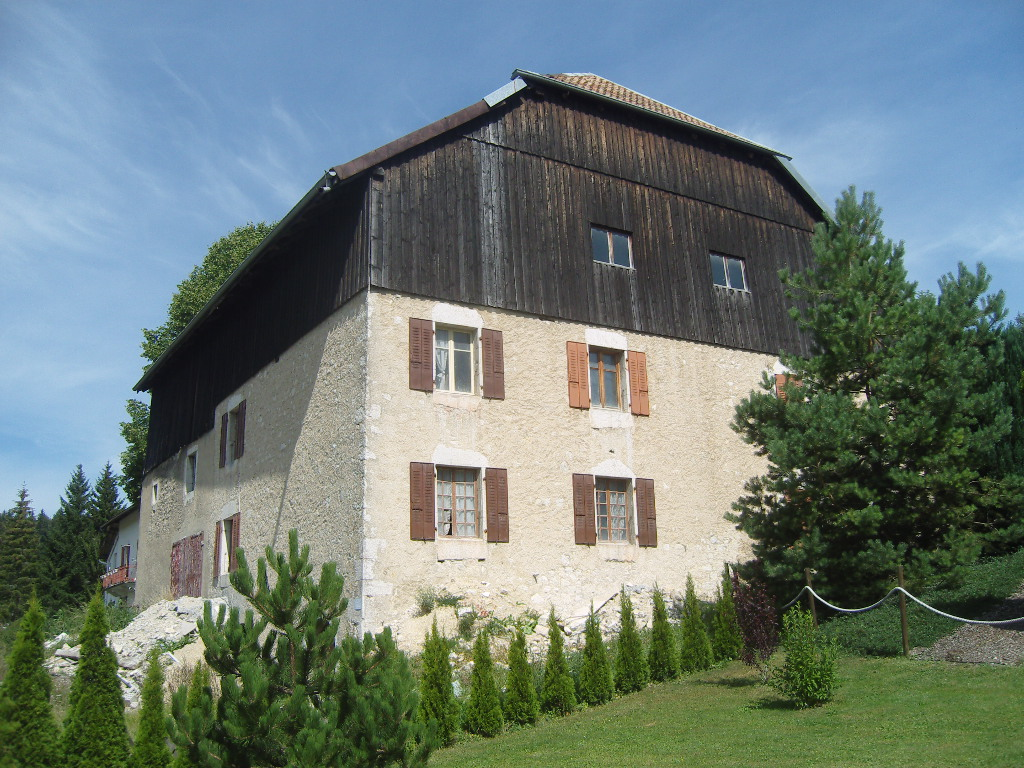
Ferme datant de 1809, la seule à avoir échappé à l'incendie de 1870.

### Entre-les-Fourgs
Le village d’Entre-Les-Fourgs est l’un des sept hameaux de la commune de Jougne.
Entre-les-Fourgs est un petit hameau montagnard typique du massif jurassien français situé sur les contreforts du mont Suchet. Supportant un climat océanique, les étés ne sont pas trop chauds et la neige s'invite pendant plusieurs mois l'hiver.
À l’écart de la nationale 57 Pontarlier-Vallorbe, le village est limitrophe de la Suisse sur 6 km (12 au total pour la commune). Le village est installé sur un plateau long de 3,5 km sur 500 m de large, plat ou peu pentu à 1 050 m d’altitude.
Une chapelle datant de 1684 y est dédiée à saint Claude. Elle comporte notamment deux statues respectivement de saint Claude, avec sa crosse d'évêque, et de saint Eloi, avec son marteau.

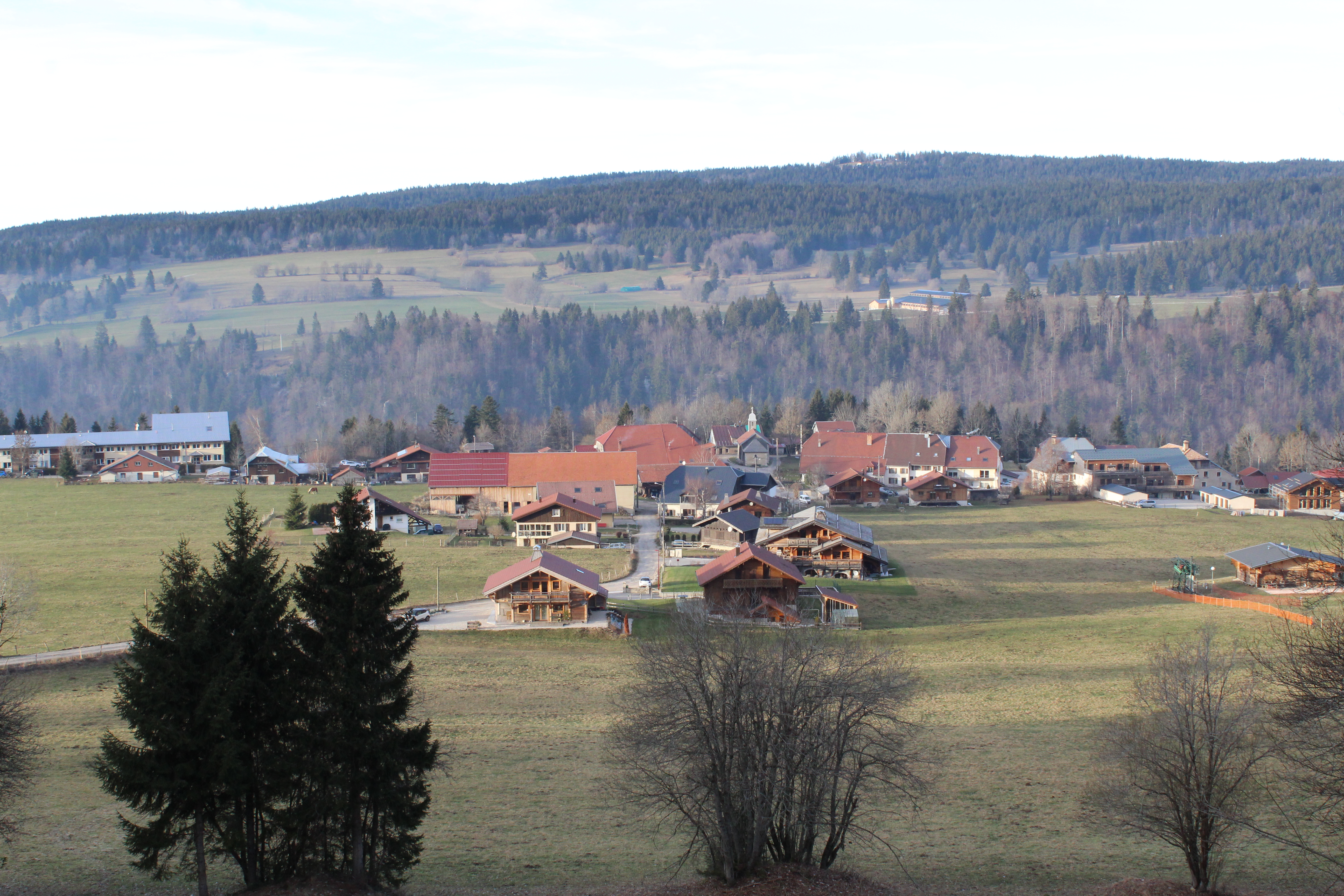
Entre-les-Fourgs.
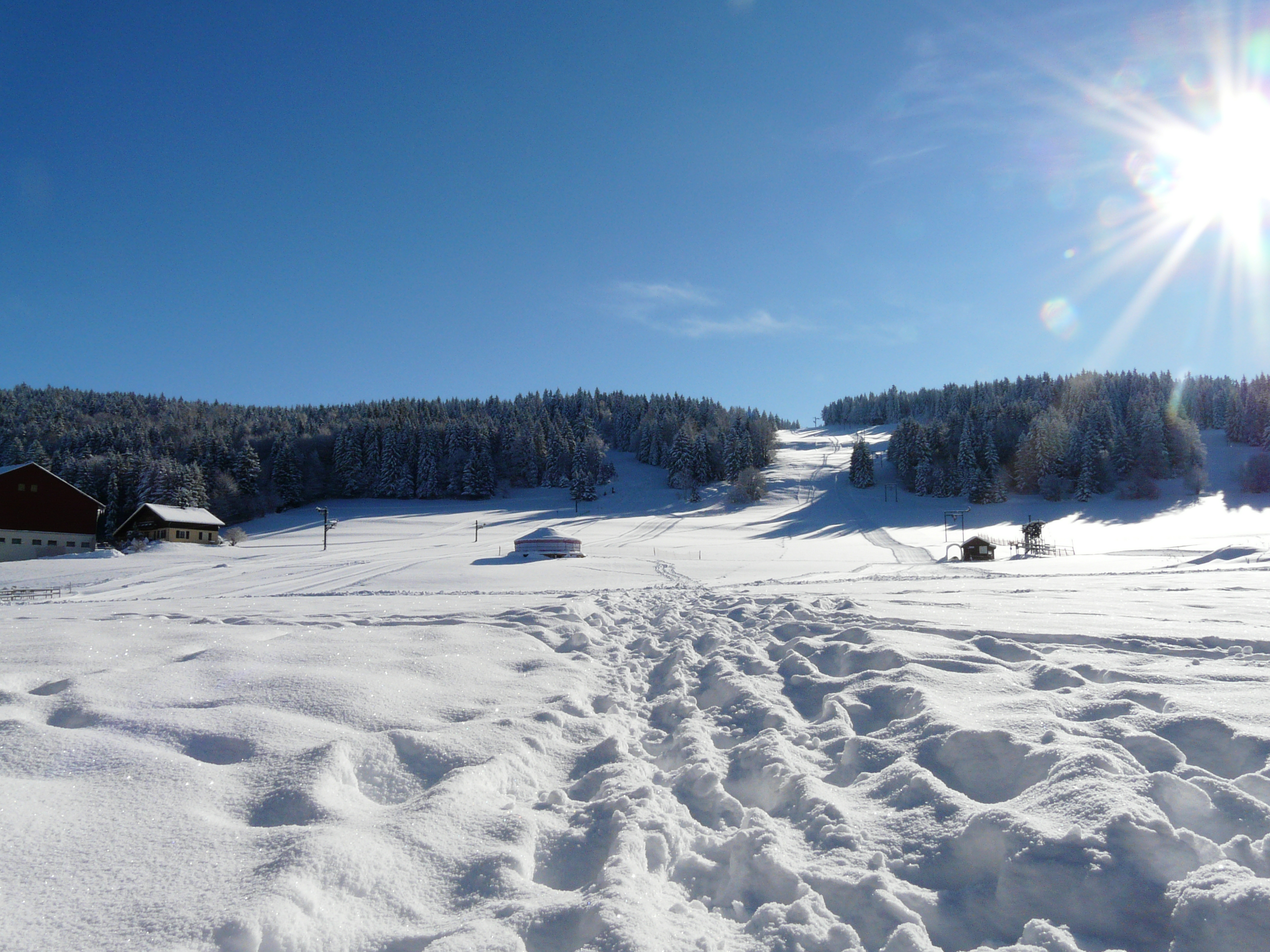
La piste de ski.
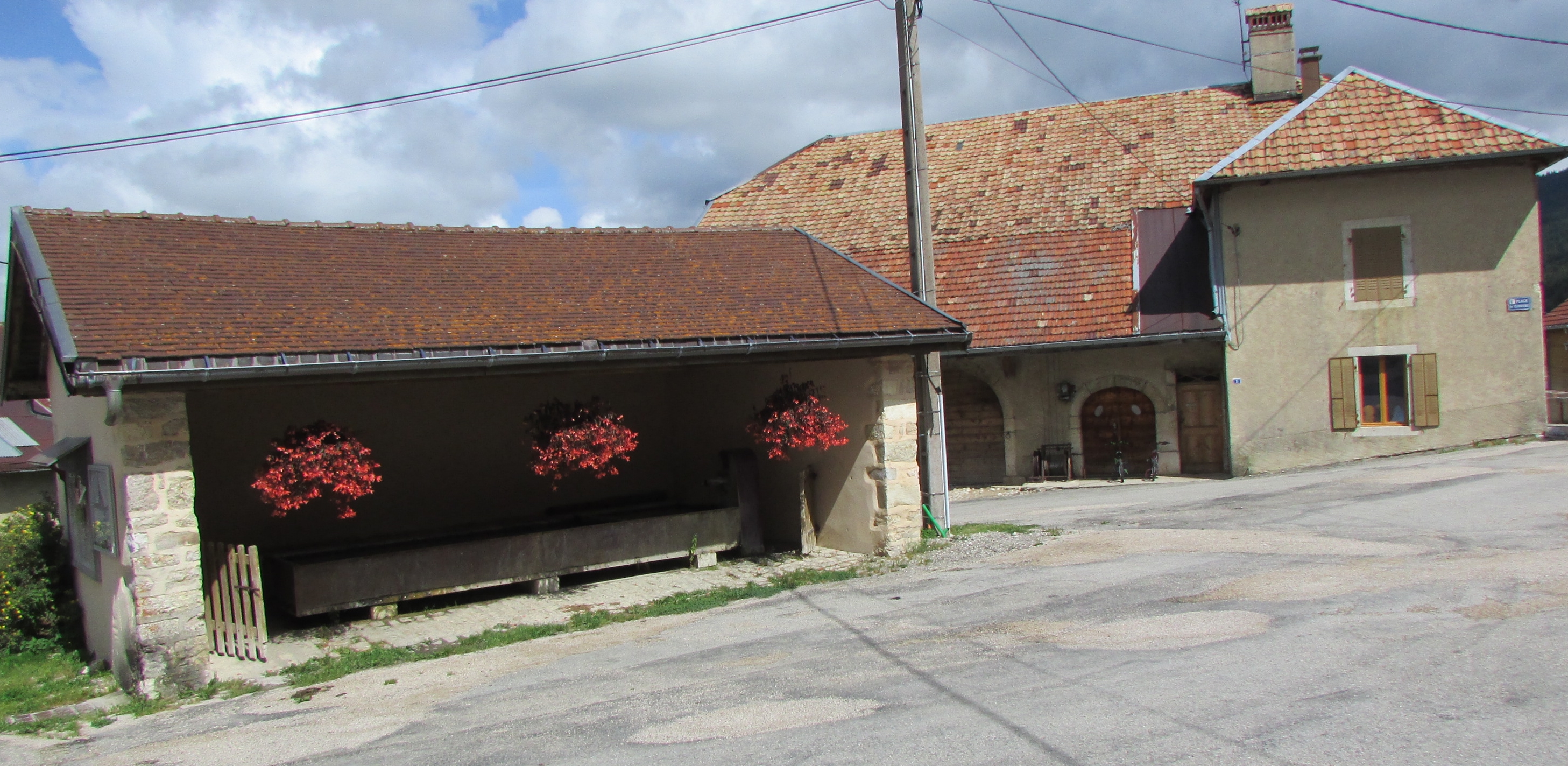
Fontaine-lavoir au centre du hameau.
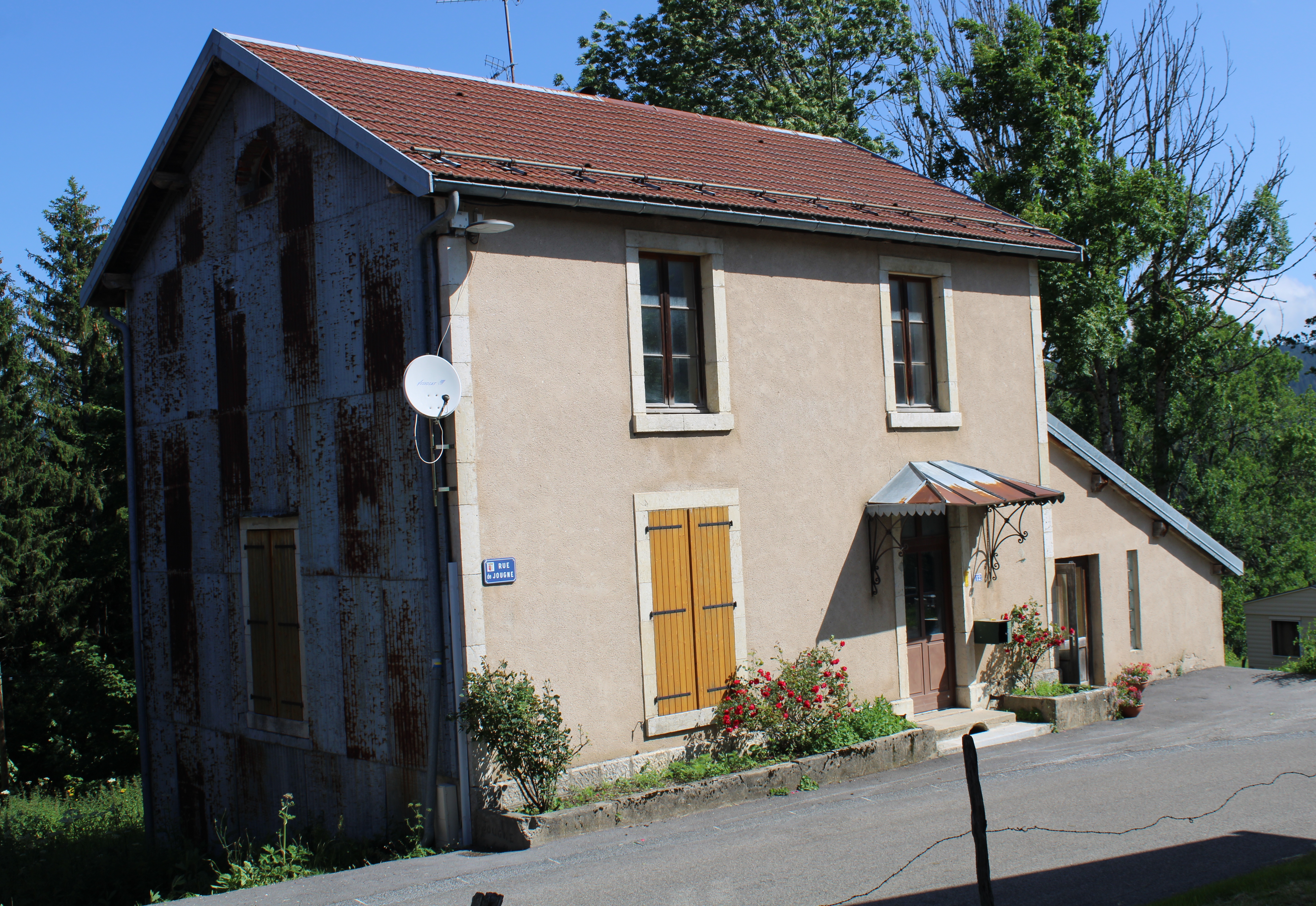
Ancienne école d'Entre-les-Fourgs qui a fermé en 1983.
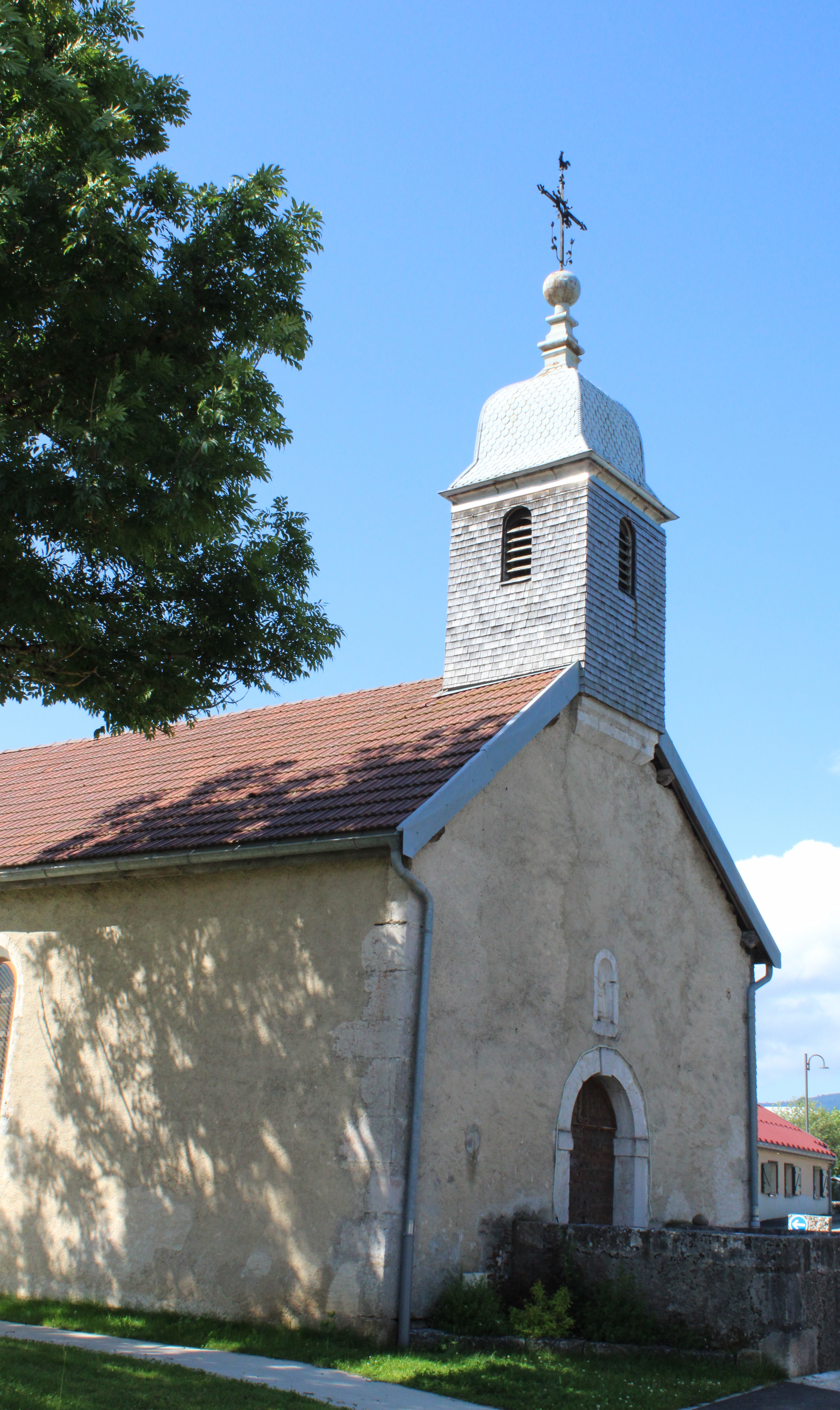
Chapelle Saint-Claude.

### La Ferrière-sous-Jougne
- Chapelle des Forges, ouverte au culte en 1904, ancienne maison d'habitation due à la générosité de la famille Vandel, maîtres de forges à la Ferrière.
- Poste frontière franco-suisse. Le 26 avril 1945, venant de Suisse, Phillippe Pétain et son épouse, à bord de la Cadillac 75, offerte en 1940 par le président Roosevelt, se rendent au général Kœnig[21].

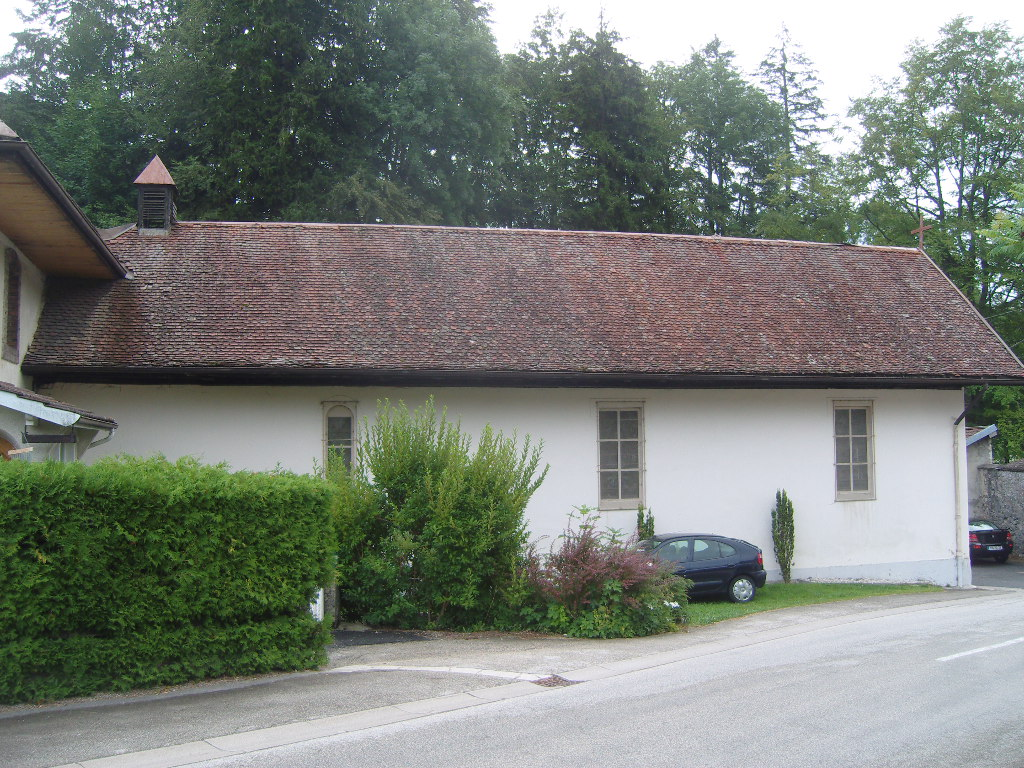
Chapelle des Forges.
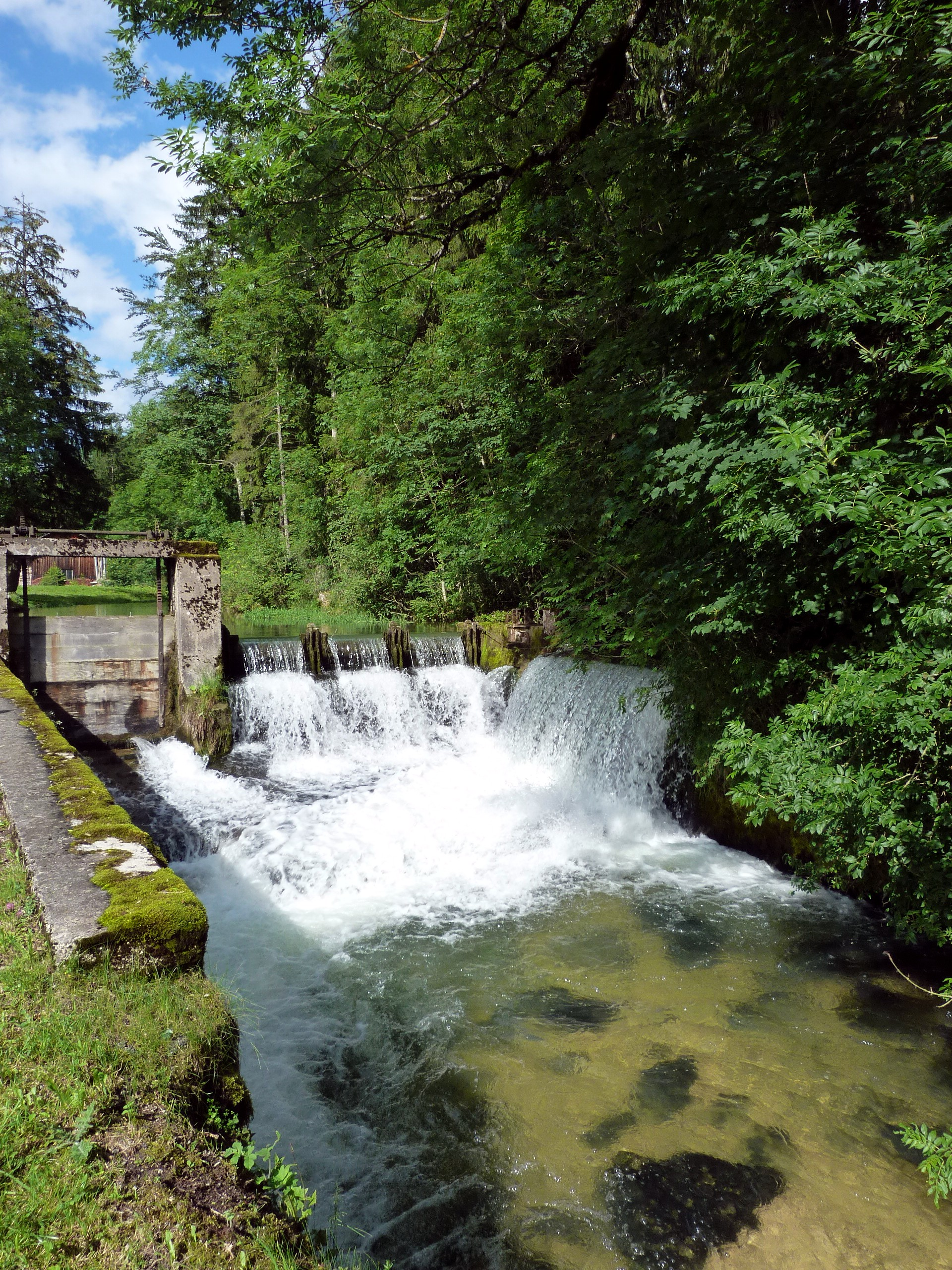
La Ferrière-sous-Jougne.
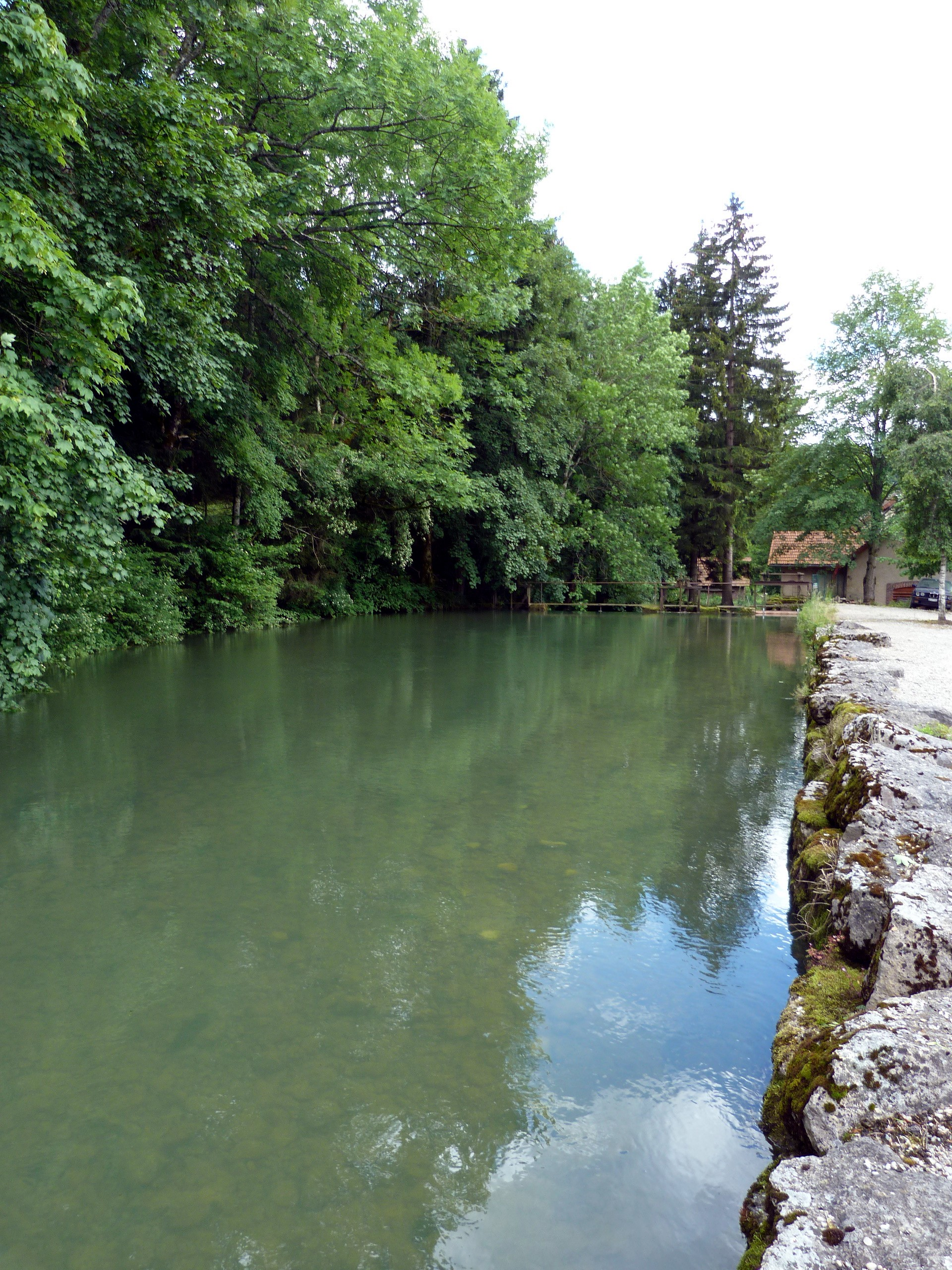
La Jougnena.

## Personnalités liées à la commune
- Dionys Ordinaire, né le 10 juin 1826 à Jougne, mort le 15 octobre 1896 à Paris fut député Union républicaine du Doubs de 1880 à 1896[22].
- Maurice Ordinaire, fils de Dionys, conseiller général (1883-1934), député (1898-1902), sénateur (1913-1934) du Doubs, vice-président du Sénat en 1930, 1931 et 1932, né le 7 février 1862 à Saint-Quentin (Aisne), mort le 23 septembre 1934 à Pompaples (Suisse). Il est également l'auteur d'un livre Notre famille (Notes pour mes enfants), paru en 1926[23].
- Élisabeth Leseur, née en 1866 à Paris et morte en 1914, mystique dont la publication posthume du journal rencontra un grand succès. Son mari Félix et elle étaient très amis avec Maurice Ordinaire. Ils achetent une résidence secondaire à Jougne où ils séjournent tous les étés pendant deux décennies.
- Georges Mouget, vice-amiral, né le 7 octobre 1879 à Jougne, mort le 7 avril 1937 à Paris.
- Emmanuelle Claret (1968-2013), biathlète, fut douanière à la Ferrière.
- Jean Boillot, né le 6 février 1926 à Jougne (Doubs) et mort le 30 mars 2010 à Paris, ancien dirigeant de Peugeot.
- Xavier Thévenard, né le 6 mars 1988 à Nantua (Ain), est un sportif français de haut-niveau, spécialiste de trail, il vit à Jougne.

## Héraldique
| Blason de Jougne | Blason  | Parti de gueules à l’épée renversée d’argent, et du même à la clé renversée de gueules. |
| Blason de Jougne | Détails | Le statut officiel du blason reste à déterminer.                                        |